# 新別府町
新別府町（しんべっぷちょう）とは、宮崎県宮崎市内の地名。檍地域自治区に属している。郵便番号は880-0834。

## 地理
宮崎市の中心部、檍地域自治区のうち、海沿いに属する住宅地・商業地である。イオンモール宮崎・宮崎市中央卸売市場を中心に郊外商業地が広がる。山崎街道より西側は住宅地、イオンモールより北側は農地に充てられる。
北を阿波岐原町、南の一部を港3丁目・昭栄町、西を吉村町と接する。

## 地名の由来
旧檍村成立前の新別府村に由来する。なお、町域の南を新別府川が流れるが、こちらは「しんびゅうがわ」と呼ぶ。

## 歴史
- 1889年 - 町村制の施行により、北那珂郡山崎村・江田村・新別府村・吉村の区域をもって檍村が発足。
- 1932年 - 旧檍村が宮崎市に編入。旧新別府村域が大字新別府になる。
- 1933年 - 大字新別府を新別府町に改称。

## 世帯数と人口
2023年（令和5年）9月1日現在の世帯数と人口は以下の通りである。
| 町丁     | 世帯数   | 人口   |
| -------- | -------- | ------ |
| 新別府町 | 1512世帯 | 3317人 |

## 小・中学校の学区
市立小・中学校に通う場合、学区は以下の通りとなる。
| 町名     | 小学校             | 中学校           |
| -------- | ------------------ | ---------------- |
| 新別府町 | 宮崎市立檍北小学校 | 宮崎市立檍中学校 |

## 交通

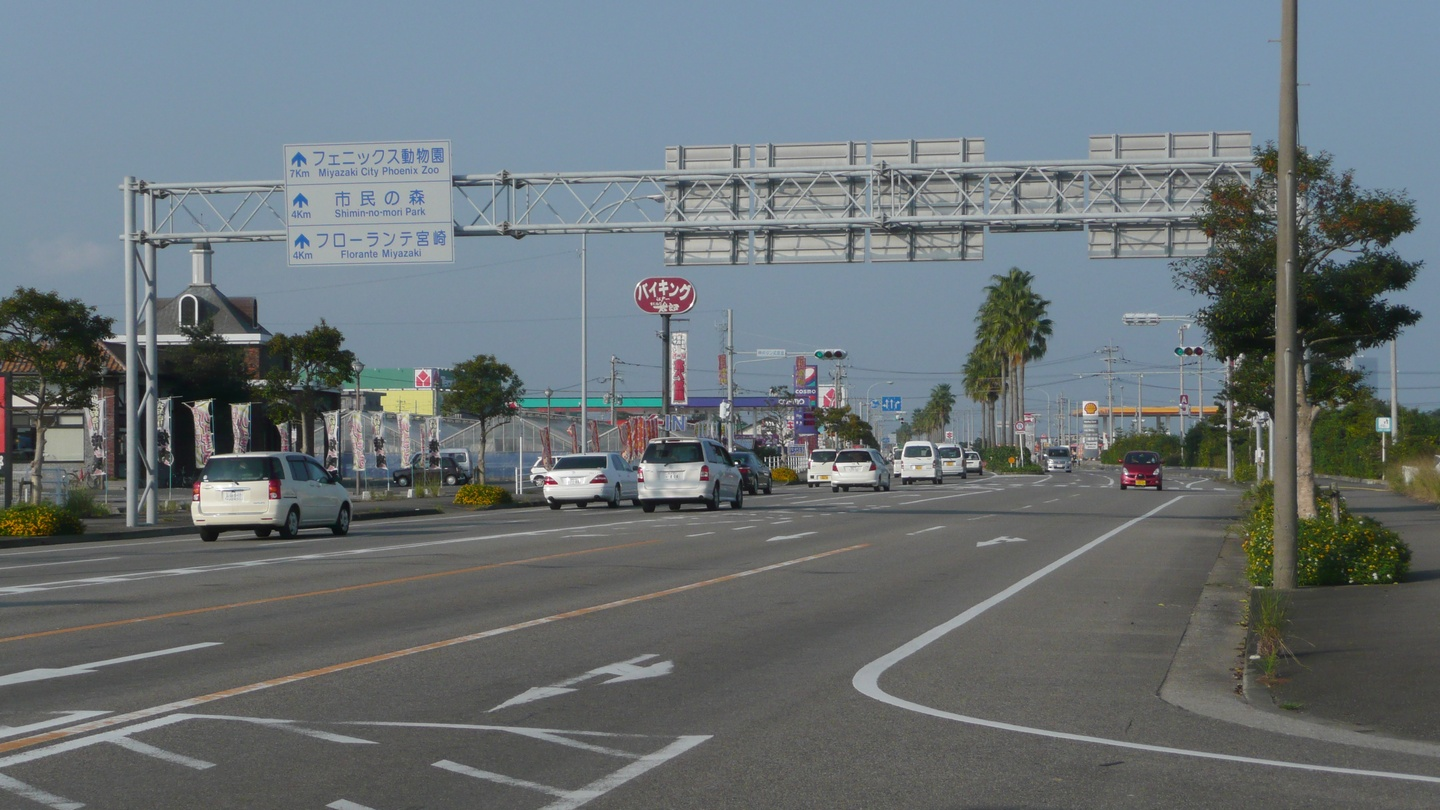
山崎街道

### バス
宮交グループの運営するバスが営業している。

### 道路
- 一ツ葉道路北線（宮崎県道10号宮崎インター佐土原線） マリーナ出入口
- 宮崎県道11号宮崎島之内線(宮崎内環状線)

## 施設
- イオンモール宮崎
- 宮崎市中央卸売市場
- 宮崎善仁会病院
- 一ツ葉神社
- 一ツ葉マリーナ
- サンビーチ宮崎